# ماكسيميليانو فيريرا
ماكسيميليانو فيريرا (بالإسبانية: Maximiliano Ferreira)‏ هو لاعب كرة قدم أرجنتيني في مركز الوسط، ولد في 10 يناير 1989 في Olavarría Partido ‏ في الأرجنتين. لعب مع UAI Urquiza ‏.

## وصلات خارجية
- ماكسيميليانو فيريرا على موقع قاعدة بيانات كرة القدم.إي يو (الإنجليزية)
- ماكسيميليانو فيريرا على موقع Soccerway.com (الإنجليزية)